# Patrick Groetzki

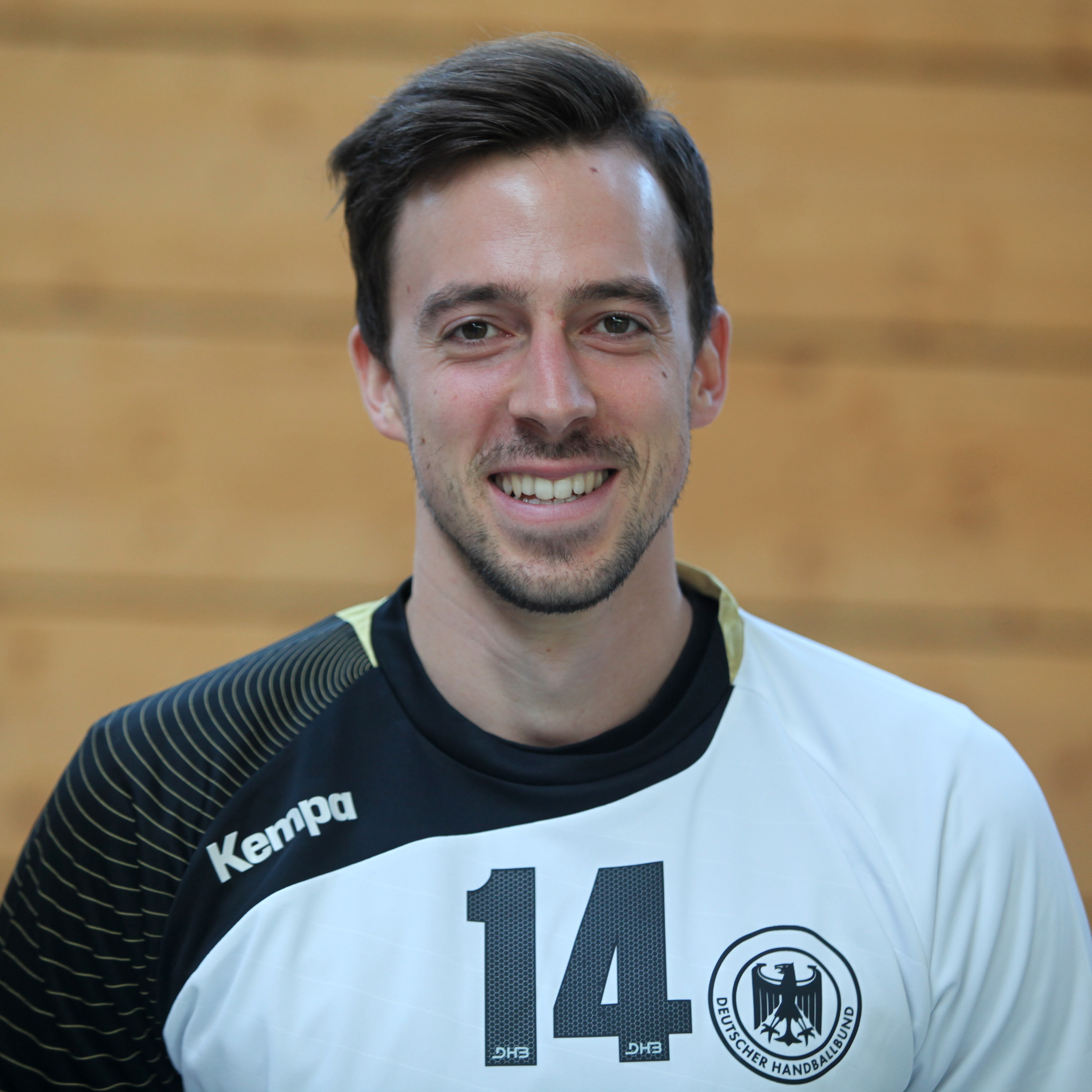
Patrick Groetzki 2014.

Patrick Groetzki, född 4 juli 1989 i Pforzheim, är en tysk handbollsspelare. Han är vänsterhänt och spelar i anfall som högersexa. Han har under hela seniorkarriären spelat för det tyska topplaget Rhein-Neckar Löwen.

## Klubbar
- SG Pforzheim/Eutingen (1994–2007)
- Rhein-Neckar Löwen (2007–)